# Melodorum affine
Melodorum affine är en kirimojaväxtart som beskrevs av William Grant Craib. Melodorum affine ingår i släktet Melodorum och familjen kirimojaväxter. Inga underarter finns listade i Catalogue of Life.